# Очёр (река)
Очёр — река в Очёрском и Оханском районах Пермского края. Устье реки находится в 545 км по правому берегу Воткинского водохранилища (Очёрский залив) на Каме. Длина реки составляет 82 км, площадь водосборного бассейна 1216 км².

## География и гидрология
Исток реки в 2 км к югу от деревни Кулики (Очёрский район) и в 22 км к западу от города Очёр. Основное направление течения — восток и юго-восток. Крупнейшие населённые пункты на реке — город Очёр и посёлок Павловский, кроме них река протекает ряд сёл и деревень, крупнейшие из них Киприно, Уварово, Верещагино (Очёрский район); Мыльники, Пономари, Дуброво, Казымово, Острожка (Оханский район).
На реке построено два пруда: Очёрский (выше города Очёр) и Павловский у посёлка Павловский. В 1813—1814 годах для повышения уровня воды в Очёрском пруду был выкопан канал Копань, соединяющий Очёр с Чепцой. В итоге канал оказался неэффективным из-за ошибок в проектировании. Напор воды был очень мал, и после запуска по дну канала потёк лишь небольшой ручей. Уровень воды в Очёрском пруду практически не изменился, и канал был заброшен.
Устье находится южнее города Оханска, на правом берегу Воткинского водохранилища. Низовья реки испытывают подпор от Воткинского водохранилища и образуют Очёрский залив. Высота устья — 89 м над уровнем моря.
Максимальная ширина 30 м.
Весеннее половодье начинается в середине апреля и продолжается в среднем 20-30 дней. Наивысшие уровни наблюдаются в начале третьей декады апреля. Заканчивается половодье в конце мая. Средняя продолжительность летне-осенних дождевых паводков составляет 5-10 суток, минимальные уровни и расходы воды наблюдаются зимой.

## Основные притоки (км от устья)
- 9,3 км: река Горюхалиха (лв)
- река Акуша (пр)
- река Лариха (пр)
- река Осиновка (пр)
- река Коршуниха (пр)
- река Бадажиха (лв)
- 34 км: река Талица (лв)
- 35 км: река Татарка (пр)
- 60 км: река Малая Озёрная (лв)
- река Лужкова (лв)
- река Травная (лв)
- река Берёзовка (пр)
- река Спешкова (лв)
- река Боровая (лв)
- 73 км: река Чепца 1-я (лв)

## Топонимика
Существует несколько версий происхождения топонима «Очёр». По одной из них, Очёр происходит от коми-пермяцкого «ош» — «медведь» и «сёр» — «звериная тропа». По другой версии, Очёр восходит к «от (оть)» — прежнее название удмуртов и «чер» — «ответвление реки, приток». По другой версии, Очёр происходит от коми-пермяцкого «ош» — «медведь» и «шор (чер)» — «ручей».
Впервые река Очёр упоминается в грамоте Федора Иоанновича, данной Никите Григорьевичу Строганову, и относится к 1597 году.

## Природа
Очёр — рыбная река: здесь есть практически вся рыба, распространенная в Камском бассейне: лещ, чехонь, жерех, окунь, язь, голавль, плотва, линь, густера, карась, щука, хариус, когда-то запускался карп; в устье реки и Очёрском заливе — жерех, судак, встречаются каспийская тюлька и бычок-кругляк, крупный лещ, налим. Исключение составляет таймень.
На берегах Очёра стоят смешанные леса, преобладают хвойные породы (ель, сосна, пихта), распространены мелколиственные (берёза, осина) и широколиственные (липа, клён, ильм).

## Данные водного реестра
По данным государственного водного реестра России относится к Камскому бассейновому округу, водохозяйственный участок реки — Кама от Камского гидроузла до Воткинского гидроузла, речной подбассейн реки — бассейны притоков Камы до впадения Белой. Речной бассейн реки — Кама.
Код объекта в государственном водном реестре — 10010101012111100014394.